# Niagadina
Niagadina is een gemeente (commune) in de regio Koulikoro in Mali. De gemeente telt 10.400 inwoners (2009).
De gemeente bestaat uit de volgende plaatsen:
- Dangassa
- Kansamana
- Manfara
- Nanguila
- Niagadina